# Lipomycetaceae
Lipomycetaceae es una familia de hongos de levaduras en el orden Saccharomycetales. Según el  2007 Outline of Ascomycota, la familia contiene cinco géneros; sin embargo la ubicación del género Kawasakia es incierto. Las especies de esta familia tienen una distribución amplia, y crecen en el suelo o asociadas con insectos.